# Năvod

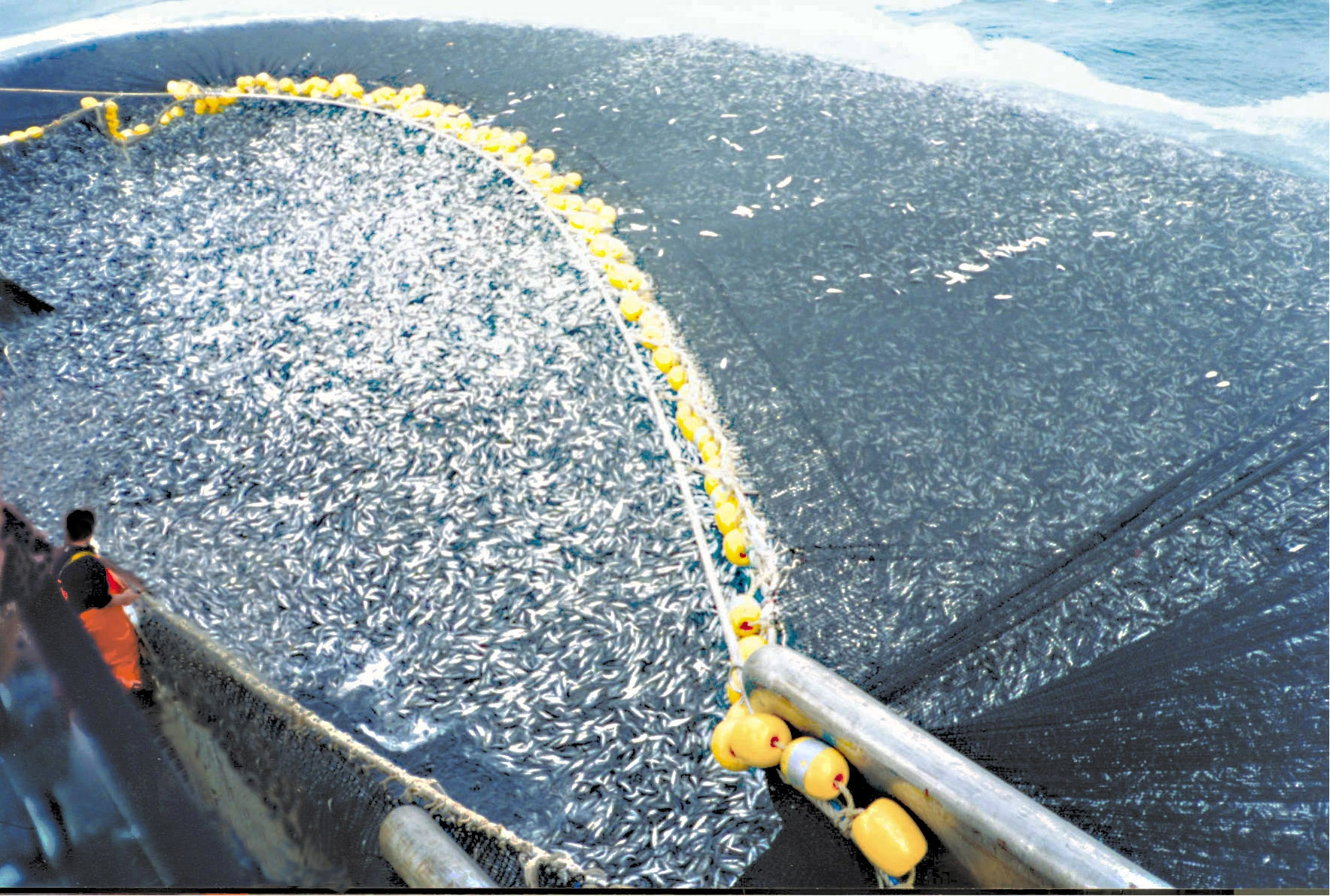
Năvod

Năvodul este o plasă de pescuit de dimensiuni mari (100 până la 1500 m lungime și 2 la 20 m lățime), confecționată din fire de cânepă, bumbac sau mase plastice. Este compusă din două aripi între care se fixează matița. Se folosește la pescuitul în ape stătătoare (lacuri, bălți, heleșteie, iazuri), în mare sau în râuri.